# Hyposmocoma nihoa
Hyposmocoma nihoa — вид молі. Ендемік гавайського роду Hyposmocoma.

## Поширення
Зустрічається на острові Ніхоа в каньйоні Міллеру.

## Опис
Дорослі молі мають розмах крил 6,3—7,6 мм.

### Личинкова стадія
Личинки плетуть кокон. Кокон гусениці — від зеленого до сірого кольору, циліндричної форми, довжиною 3,4—4,8 мм. Дистальний відділ загострений, декорований лишайником. Мешкають в чагарнику і на камінні.